# Спутник (кинотеатр, Москва)
«Спутник» — кинотеатр в районе Лефортово Юго-Восточного административного округа Москвы. Построен в 1958 году по индивидуальному проекту. Входит в состав сети «Москино». В кинотеатре два зала на 238 и 40 мест.

## История
Кинотеатр «Спутник» был открыт 5 ноября 1958 года. Получил название в честь первого искусственного спутника земли, запущенного в 1957 году. Изначально это был однозальный широкоэкранный кинотеатр на 700 мест. Построен по индивидуальному проекту архитекторов М. Браславского и И. Кастеля.
Кинотеатр окружён зеленью и выходит фасадом на сквер у Солдатской улицы. Он прямоугольный в плане, стены облицованы керамическими плитами. В кинотеатре устроено большое двусветное фойе с эстрадой. На антресольном этаже — зрительный зал и буфет. Благодаря подъёму пола зрительного зала экран хорошо видно с любого места. В зале был сделан специальный акустический потолок.
В 1980-х годах в кинотеатре действовало 7 киноклубов и кинолекториев, в том числе «Экран собирает друзей». В 2009 году кинотеатр вошёл в состав сети «Московское кино». В 2015 году в кинотеатре были отремонтированы кровля, наружная водосточная система, освещение главного фасада, окна, двери, а также был устроен пандус для маломобильных групп граждан.
В начале 2022 года появился проект реконструкции кинотеатра, согласно которому в кинотеатре планировалось устроить четыре кинозала вместимостью 12, 48, 64 и 137 мест. Проект реконструкции также предусматривал вестибюль, фойе, гардероб для посетителей, кассы и административные помещения. Планировалось провести замену окон, дверей и подоконных досок, провести ремонт стяжки пола и кирпичных перегородок, частично закрыть существующие дверные проемы в стенах, обновить покрытие кровли. Проект реконструкции предусматривал установку новых металлических перила и ограждений кровли, модернизацию наружной водосточной системы, полную внутреннюю отделку помещений.
По данным на март 2023 года, в кинотеатре два кинозала на 238 и 40 мест. В фойе находится выставка советских кинопроекторов 1950—1980-х годов. Демонстрируются новые российские и зарубежные фильмы, в том числе на языке оригинала с субтитрами.